# Kylix

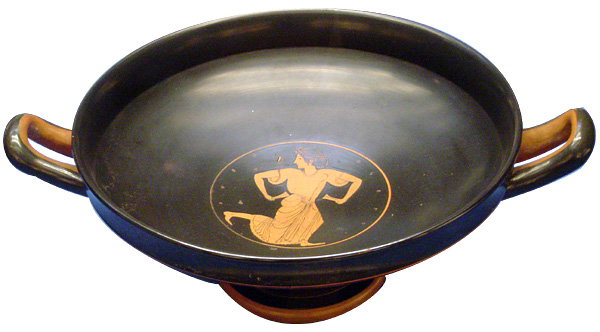
Kylix di Euergides (circa 500 a.C.) al British Museum, Londra

La kylix (κύλιξ, plurale κύλικες, kýlikes)  è una coppa da vino in ceramica, il cui uso, nell'antica Grecia, è attestato a partire dal VI secolo a.C.
Tipico manufatto dei corredi simposiaci, coppa da libagione e da bevuta e oggetto d'intrattenimento ludico nel kottabos, raggiunse il massimo della diffusione a partire dalla fine del VI secolo rimanendo in auge fino al IV secolo a.C., quando il kantharos, l'elegante calice a volute dei rituali dionisiaci, ne prese il posto quale coppa da vino più diffusa.

## Il nome
Il nome attribuitole era sicuramente pertinente all'oggetto già all'epoca del suo utilizzo. Conferma ne viene da alcuni esemplari recanti incisioni come, ad esempio, quello conservato al British Museum (inv. B450), al di sotto della cui base può leggersi un'iscrizione che recita pressappoco: «Io sono la kylix dipinta dell'amabile Philto».

## Forma
La kylix aveva corpo espanso e poco profondo, sostenuto da un piede in genere con alto stelo. Per l'impugnatura era provvista di due piccole anse impostate poco sotto l'orlo e spesso quasi orizzontali.
All'interno, il fondo, tendenzialmente piano, si presenta spesso decorato da scene, raffigurazioni o decorazioni: queste, occultate dal vino depositato sul fondo, si rendevano gradualmente visibili solo durante l'atto del bere. I soggetti raffigurati erano quindi molto spesso concepiti in funzione di questo effetto. 

## Tipologie
La descrizione generale si attaglia a definire la kylix nella sua tipicità, ma occorre tenere presente che sono attestate, nelle kylikes ritrovate, diverse varianti morfologiche e pittoriche, cronologicamente abbastanza definite, a testimoniare l'evoluzione dell'oggetto. Gli studiosi generalmente tendono a classificarle entro quattro diverse tipologie:
La prima tipologia, di tipo attico, attestata dal 600 a.C. fino a circa il 525 a.C., si evolve da prototipi corinzi. Il corpo è separato dal labbro e dallo stelo. Quest'ultimo, tendenzialmente breve, subisce una graduale evoluzione, passando dalla forma cortissima dei prototipi corinzi per arrivare a forme più snelle.
Le tre tipologie più recenti sono denominate con le tre lettere A, B e C. Nell'ambito della tipologia più antica la terminologia è più varia e corrisponde a quattro diversi tipi principali con diversi sottotipi. Lo schema dei vari tipi è pressappoco il seguente:
I tipologia
- Coppa dei comasti
- Coppa di Siana 
  - Decorazione Overlap
  - Decorazione Double decker
- Coppe di Gordion
- Coppa dei Piccoli maestri (Kleinmasterschale)
  - Lip Cups
    - Kassel Cup

  - Band Cups
  - Droops Cups o di Antidoros

II Coppa A
- - Coppa a occhioni (Eye-cups)

III Coppa B
IV Coppa C
Il seguito dell'articolo è dedicato principalmente alla descrizione e individuazione delle varie tipologie.

## Coppa dei comasti (600-575 a.C. circa)

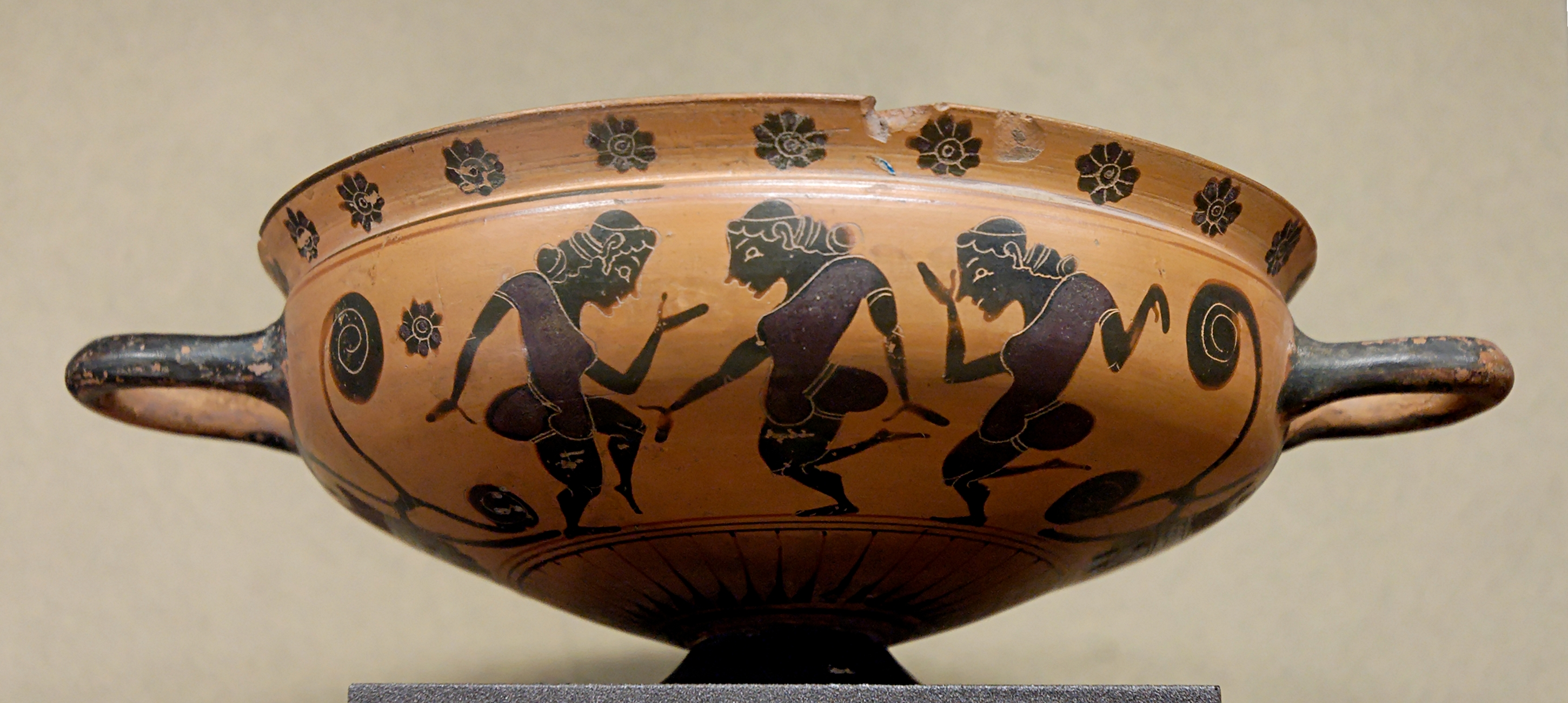
Pittore KY, Komast cup, Louvre E742

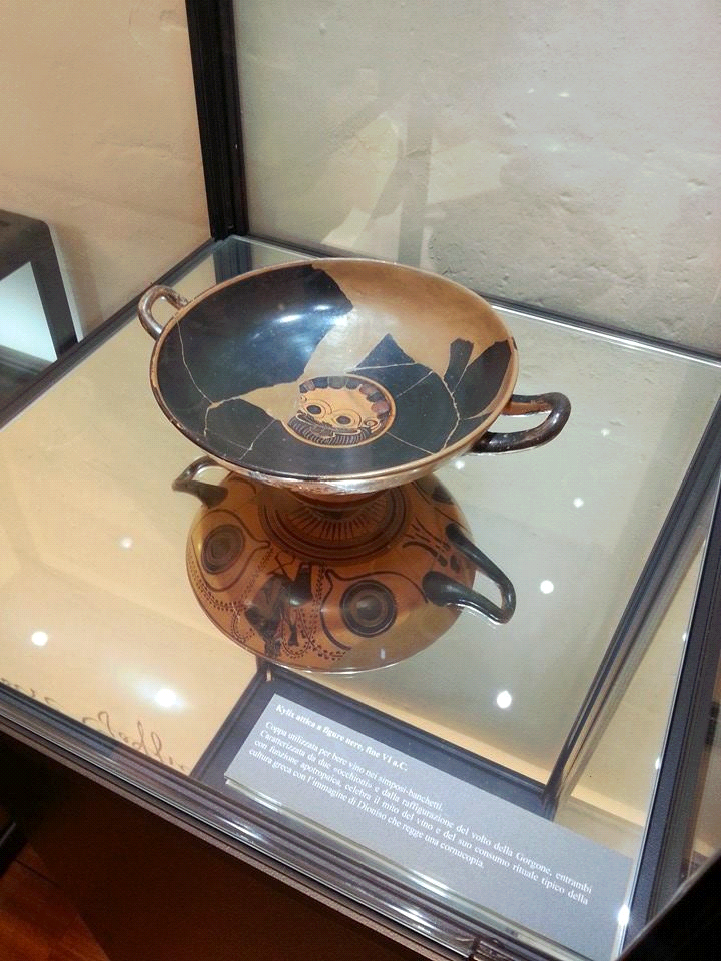
Una kylix attica del VI secolo a.C. a figure nere, conservata nel museo di Asola

Questo primo tipo di coppa attica a figure nere, evolutasi, come detto, da prototipi corinzi, deve il suo nome al soggetto prevalente sulle pareti esterne dell'invaso, caratterizzato da scene di danze orgiastiche (kòmos), per le quali la ceramografia attica si mostra chiaramente debitrice a motivi corinzi. Presenta un labbro svasato, stretto e poco pronunciato, ma nettamente angolato rispetto al corpo che, dal canto suo, poggia su un corto stelo dal piede svasato; le anse sono poste appena sotto il labbro in posizione quasi orizzontale. L'ornamento floreale presso le anse non ha alcun antecedente corinzio, la decorazione attica riguarda unicamente le pareti esterne, mentre la coppa corinzia ha spesso all'interno un gorgoneion. Sulle pareti il fregio inferiore, più in evidenza, contiene le scene figurative mentre il registro superiore, coincidente con l'orlo svasato, è decorato con motivi calligrafici (reti e rosette incise).

## Coppa di Siana (575-550 a.C. circa)
Il nome deriva dall'omonima località dell'isola di Rodi, sito di rinvenimento di due esemplari (British Museum B379 e B380, quest'ultima attribuita al Pittore C).
Il labbro si presenta ancora svasato e nettamente spiccato dal corpo ma, rispetto al precedente, occupa una fascia visibilmente più larga. Anche lo stelo appare più lungo, snello e slanciato. La decorazione è sempre a figure nere, ma, a differenza del tipo precedente, interessa anche l'interno della coppa, dove è presente un tondo figurato all'interno di uno spesso bordo decorativo. Lo stile decorativo riflette il perfezionamento della tecnica a figure nere e dell'incisione: i ceramografi attici tendono ad abbandonare, non solo nelle kylikes ma in tutte le forme vascolari, la monumentalità decorativa protoattica prediligendo ed esercitando con disinvoltura una resa più miniaturistica. Il tipo detto di Siana si evolverà nelle due successive tipologie dette di Gordion e dei Piccoli Maestri. Si distinguono facilmente due tipologie decorative.

### DecorazioneOverlap
Nel tipo decorativo detto overlap la decorazione esterna è unica e invade anche il bordo.

### DecorazioneDouble decker
In questa variante la decorazione si presenta invece scandita, come nel tipo dei comasti, in due fasce sovrapposte (double decker): il registro inferiore presenta scene figurative mentre quello superiore esibisce motivi calligrafici, perlopiù floreali.

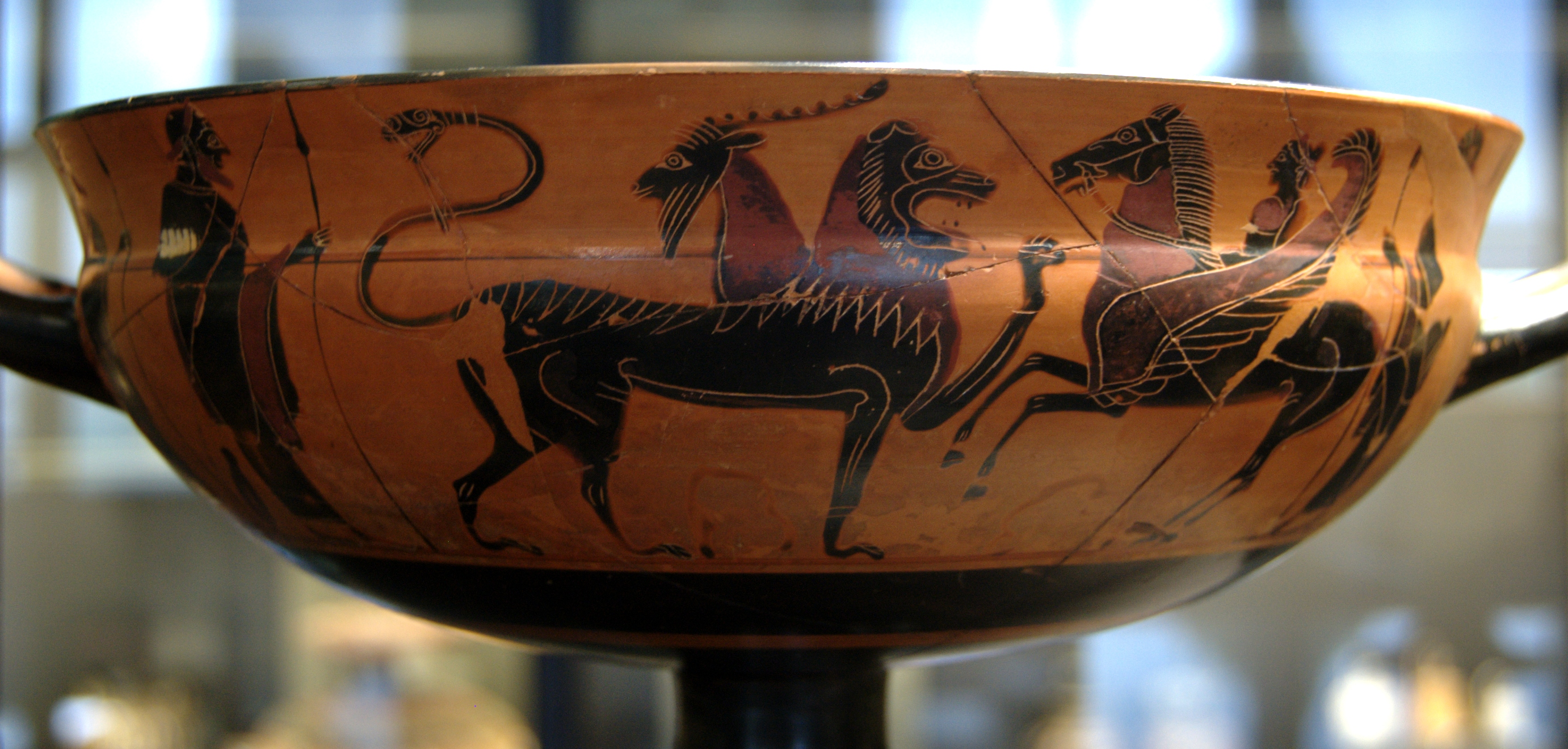
Decorazione overlap: l'antagonismo tra Bellerofonte, a cavallo di Pegaso, e della Chimera assume toni compassati
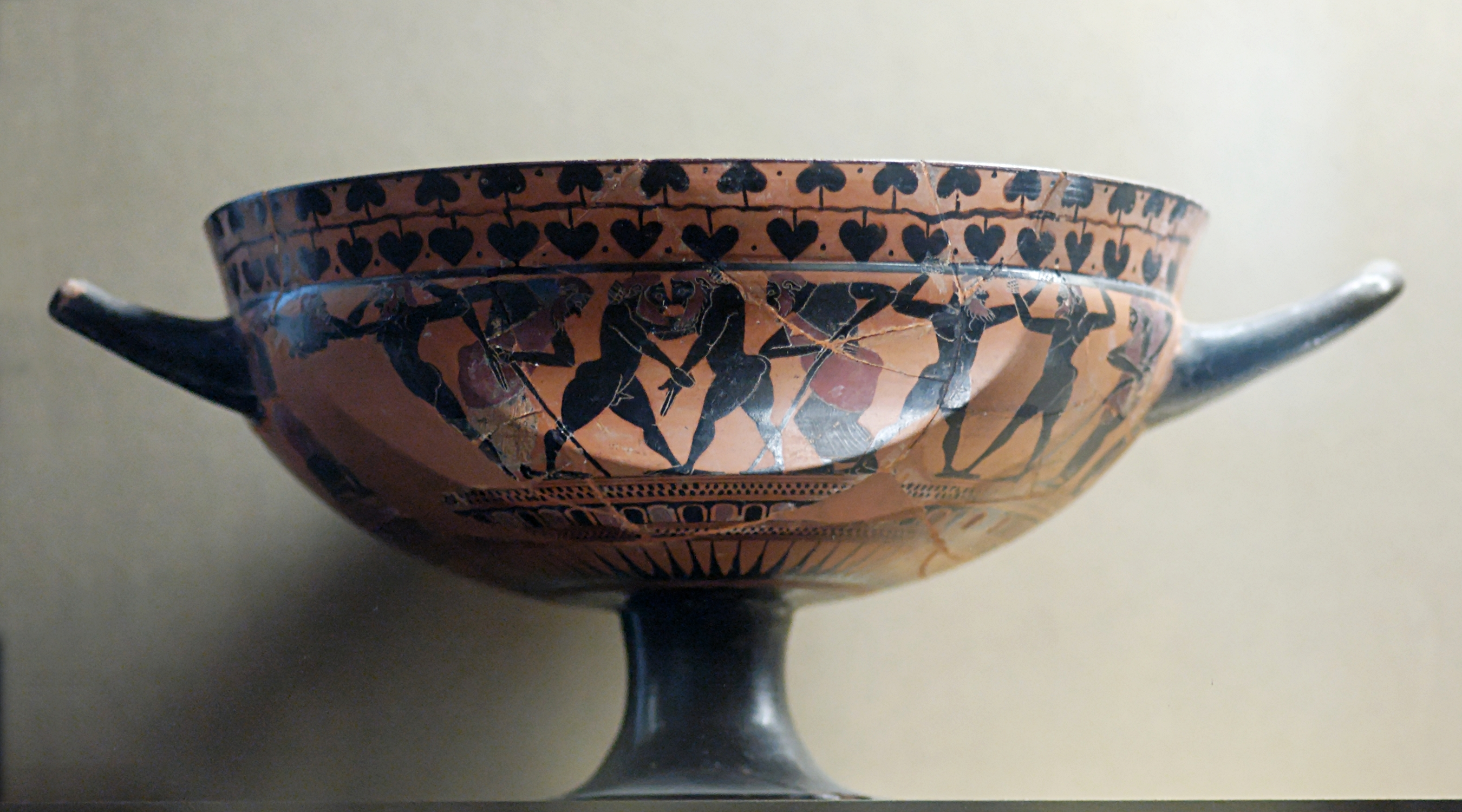
La decorazione double decker scandisce le due fasce
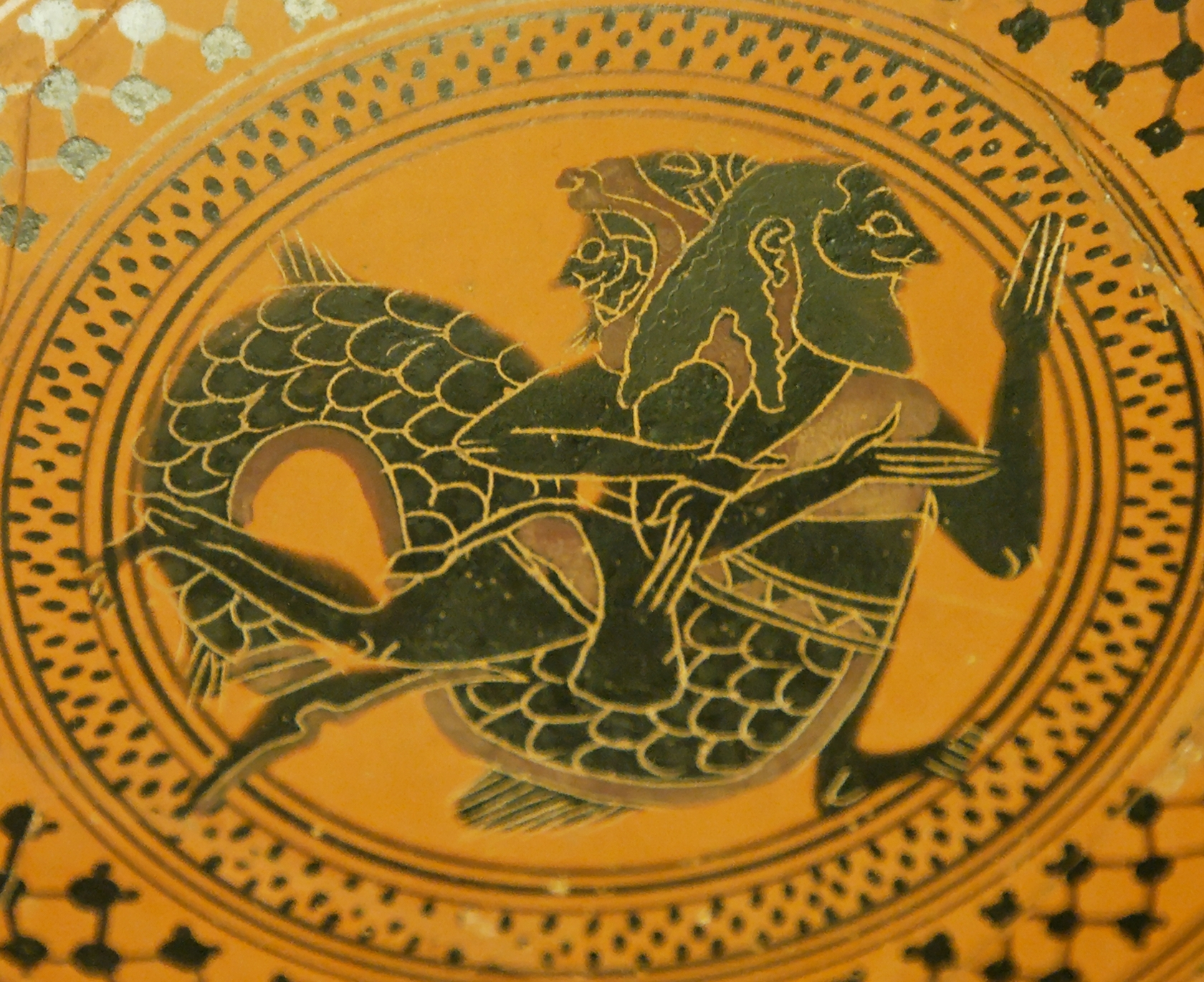
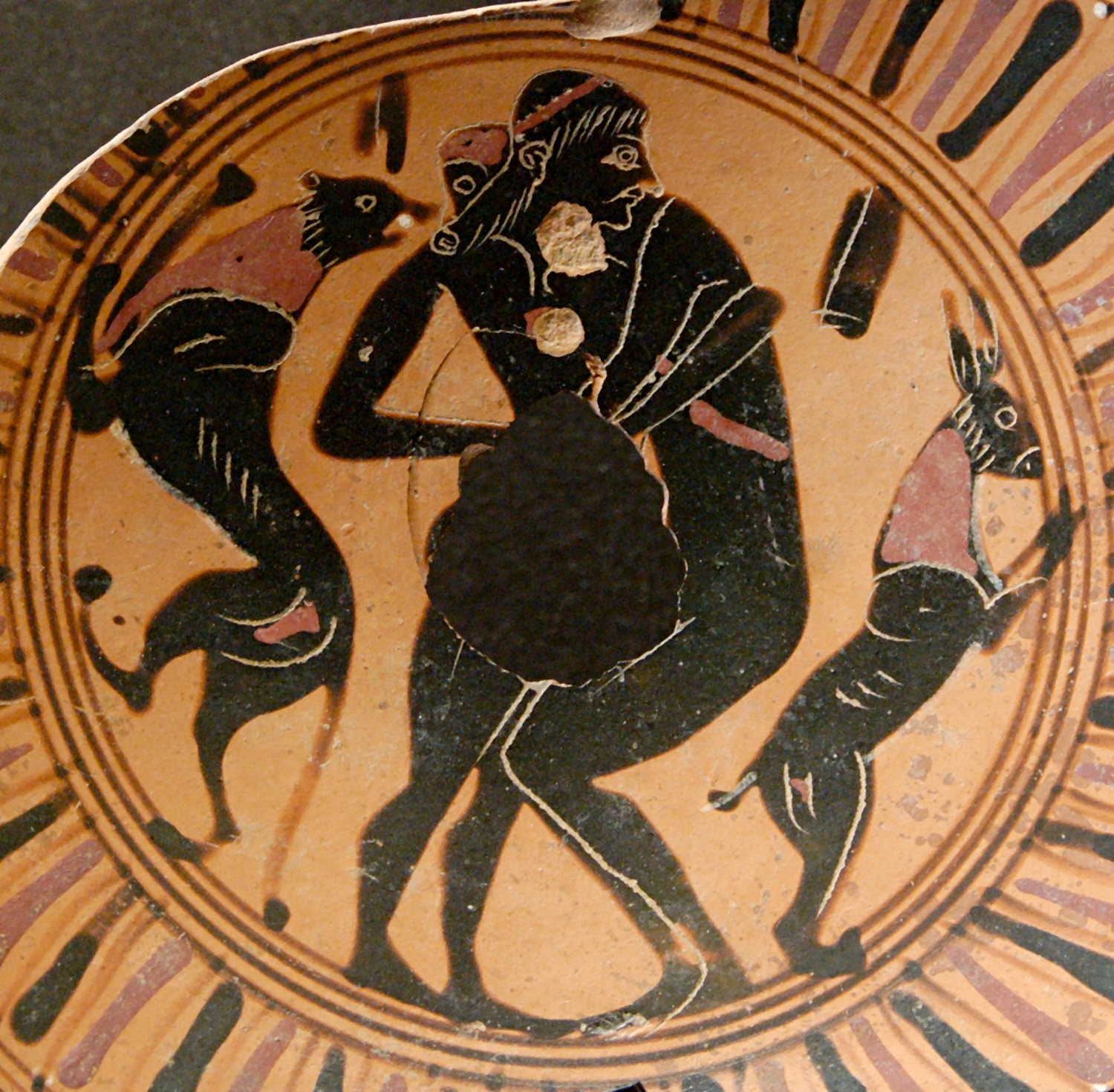

## Coppe di Gordion (ca. 560 a.C.)
La disinvolta maturità tecnica e artistica raggiunta dai maestri attici, di cui si già è detto, si accompagna a una nuova consapevolezza degli esiti artistici raggiunti. Segno ne è l'abitudine di firmare le proprie creazioni, secondo un uso che diventerà ancor più frequente in seguito soprattutto quando, nell'Atene democratica del dopo Pisistrato, maturerà la percezione di un accresciuto ruolo sociale. Proprio grazie a questa tendenza ci è possibile attribuire alcune innovazioni plastiche e pittoriche ad artisti di cui siamo in grado di pronunciare anche il nome.
L'invenzione di questa nuova tipologia, ad esempio, è possibile attribuirla a Ergotimos e Kleitias, gli stessi artefici del celebre vaso François, i cui nomi sono incisi su un esemplare proveniente da Gordion, in Frigia, località da cui discende il nome attribuito. L'eleganza rigorosa di Kleitias si evidenzia nella semplice ma raffinata composizione circolare di tre delfini e un pesce, presente sul tondo interno.
Come è possibile vedere, questa coppa è una via di mezzo tra il tipo precedente di Siana e quelli successivo della serie dei Piccoli Maestri. Da notare che il labbro del calice mostra ancora una discontinuità con il profilo dell'invaso, ma ora non è più svasato bensì convesso. La convessità del labbro sparirà nella successiva serie dei Piccoli Maestri, per riapparire con i tipi A e B. Come nelle successive Band-cups, la vernice nera che ricopre la coppa risparmia solo una banda su cui è collocata la decorazione; i fregi sono ancora più miniaturistici e ridotti di quelli delle coppe di Siana.

## Coppe dei Piccoli Maestri (550-525 a.C.)
Il nome Piccoli Maestri (Kleinmeister) è stato attribuito da studiosi di scuola tedesca riferendosi allo spiccato gusto miniaturistico elaborato dei maestri ceramografi attici, che le dipinsero utilizzando con consapevole maestria la tecnica a figure nere. Si presentano con lo stelo più slanciato e si caratterizzano, in genere, per l'assenza del tondo interno decorato. Si distinguono due tipi principali, Lip-Cups (con il sottotipo Kassel-Cups) e Band-Cups. Esiste poi un terzo tipo, più raro, detto Droop-Cups, dal nome dello studioso che per primo le ha classificate.

### Lip cup
Le lip cup, così denominate dalla presenza di un labbro dal profilo ancora distinguibile dall'invaso, offrono generalmente una miglior qualità pittorica. La campitura in vernice nera interessa sia il piede sia la parte bassa dell'invaso. La fascia orizzontale risparmiata dalla vernice, tra le due anse, è scandita orizzontalmente da una risega sottolineata da una linea sottile tracciata un po' al disopra delle anse. Al di sopra di questa si sviluppa una decorazione consistente in una raffigurazione animale o in una figura umana. Al di sotto è dipinta un'iscrizione, spesso l'unica pittura della coppa, che si distende tra due piccole palmette presenti alla giunzione delle anse. La scrittura, resa in una grafia misurata, con caratteri minuti e accurati, rivela la sua natura decorativa.

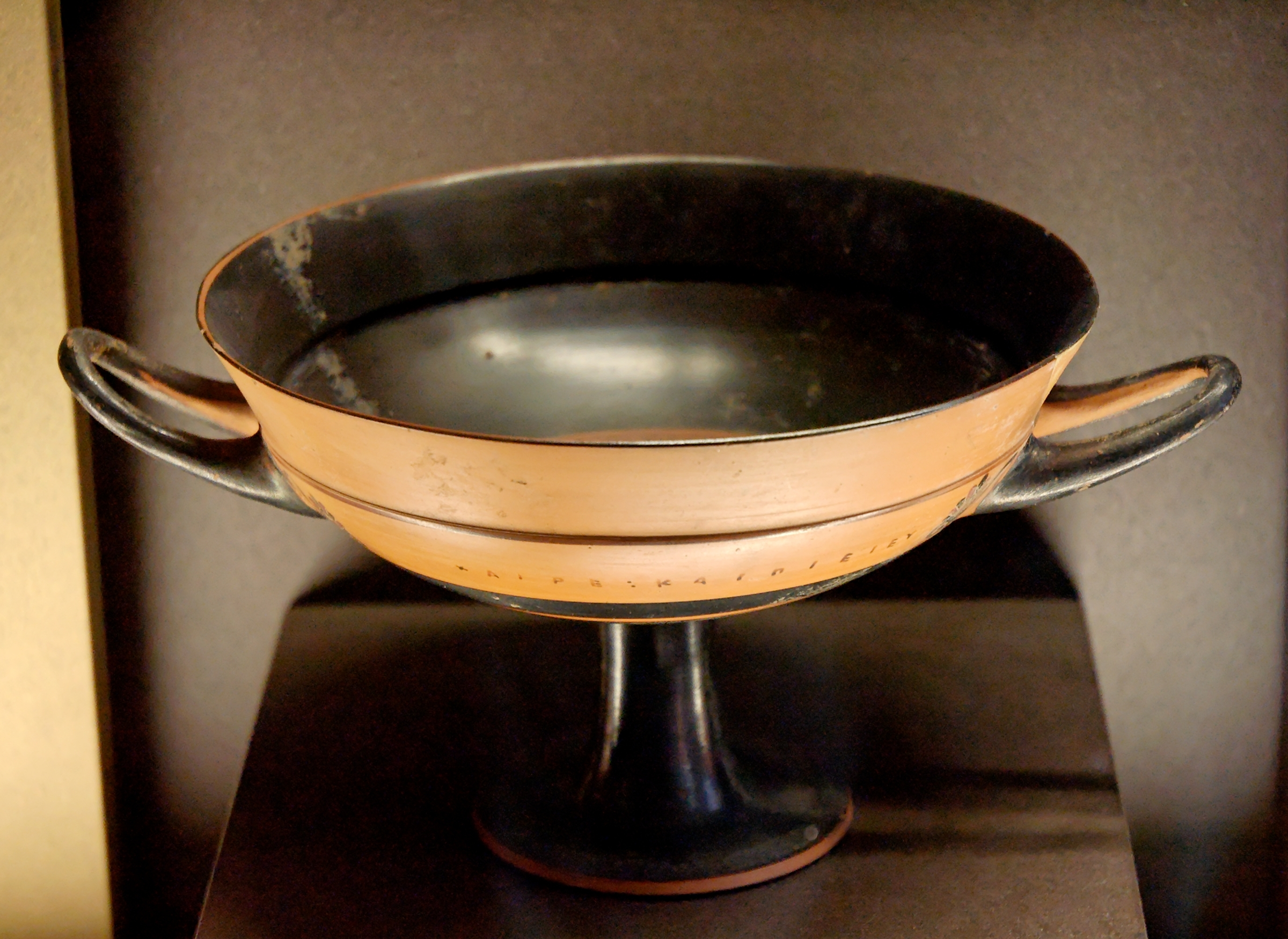
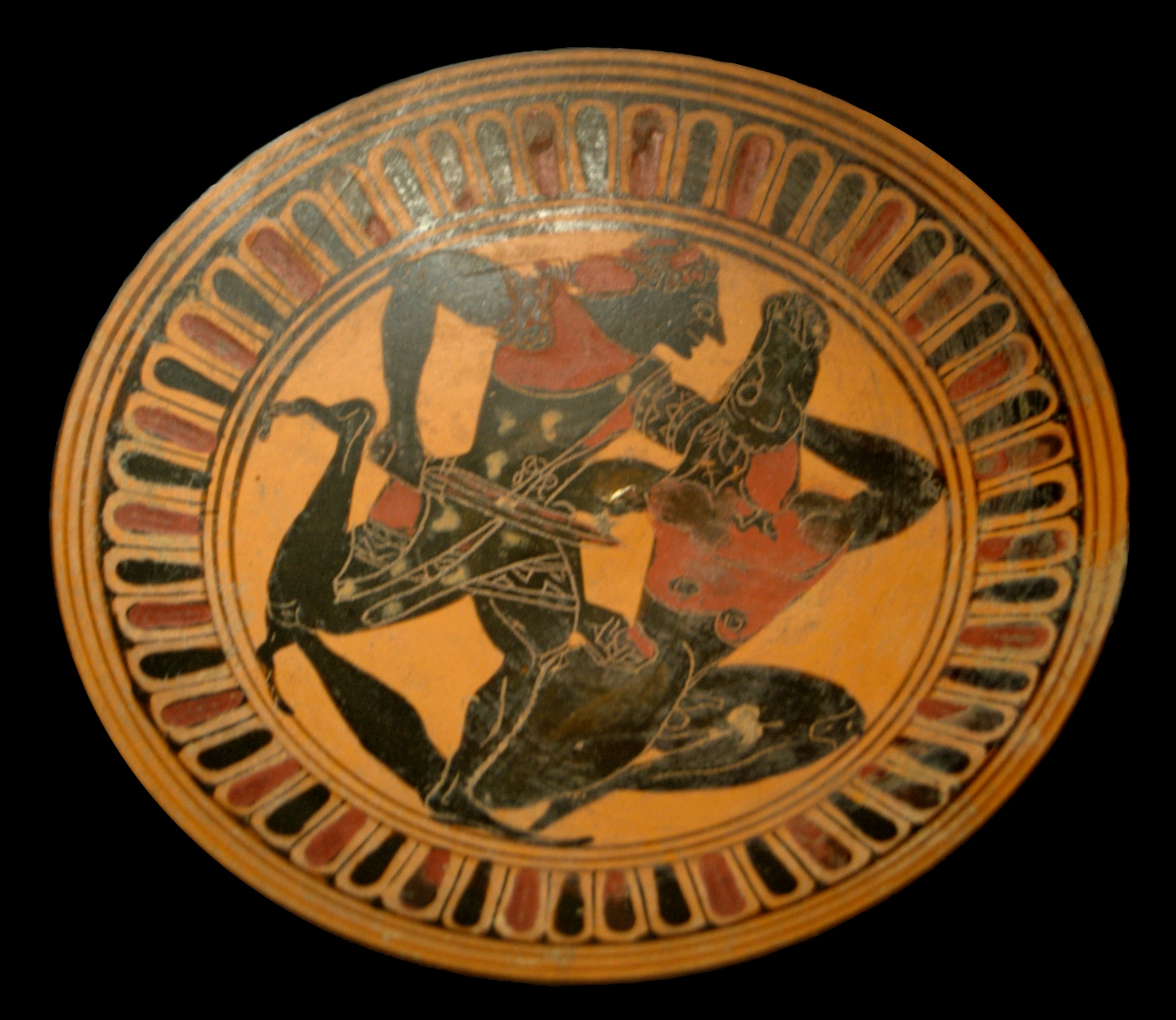
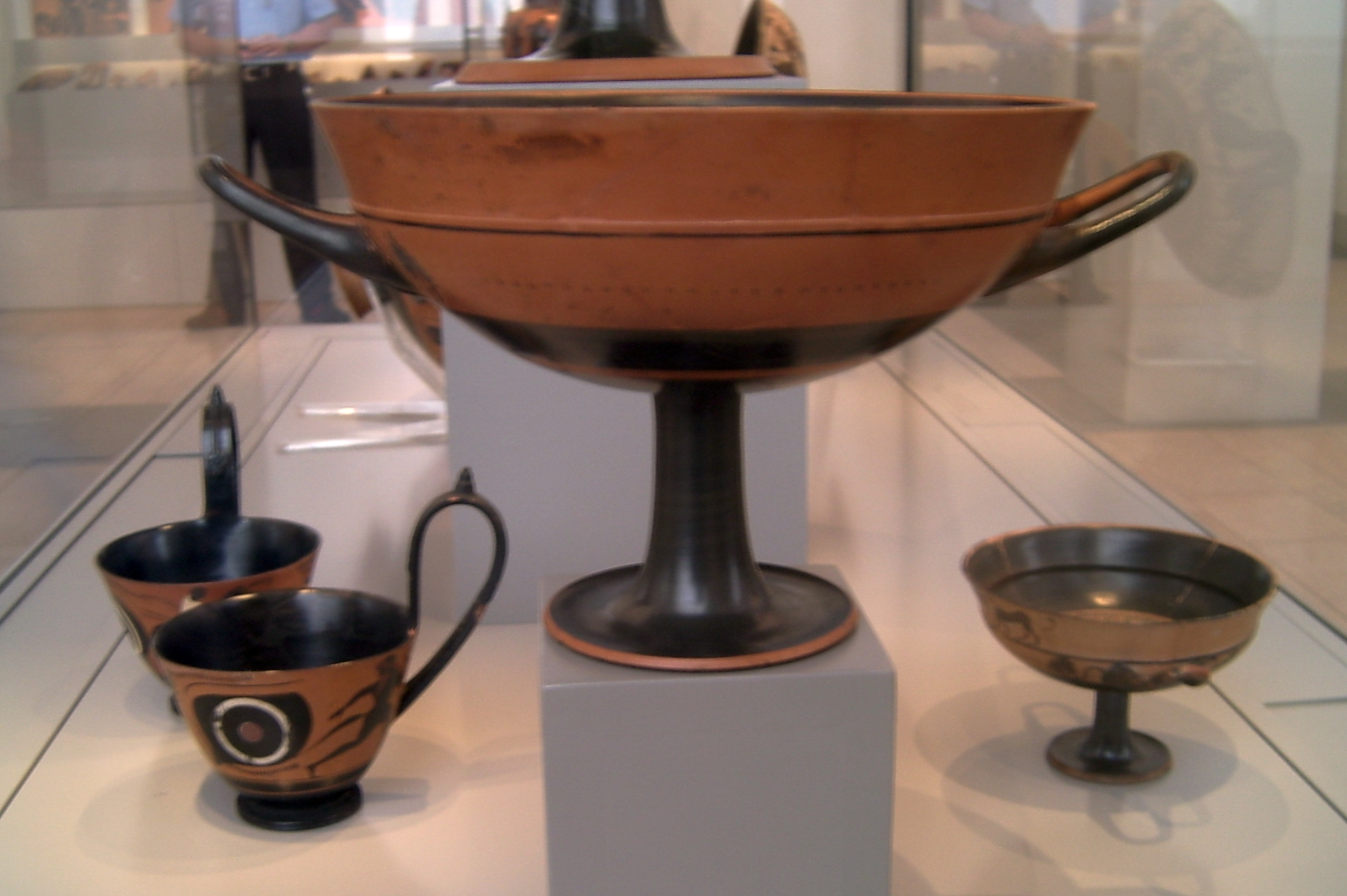
L'iscrizione è qui l'unica decorazione ma a destra, in secondo piano, si scorge un esemplare dipinto

#### Kassel cup
Esemplari più piccoli di questo tipo sono classificati con il nome di Kassel cup

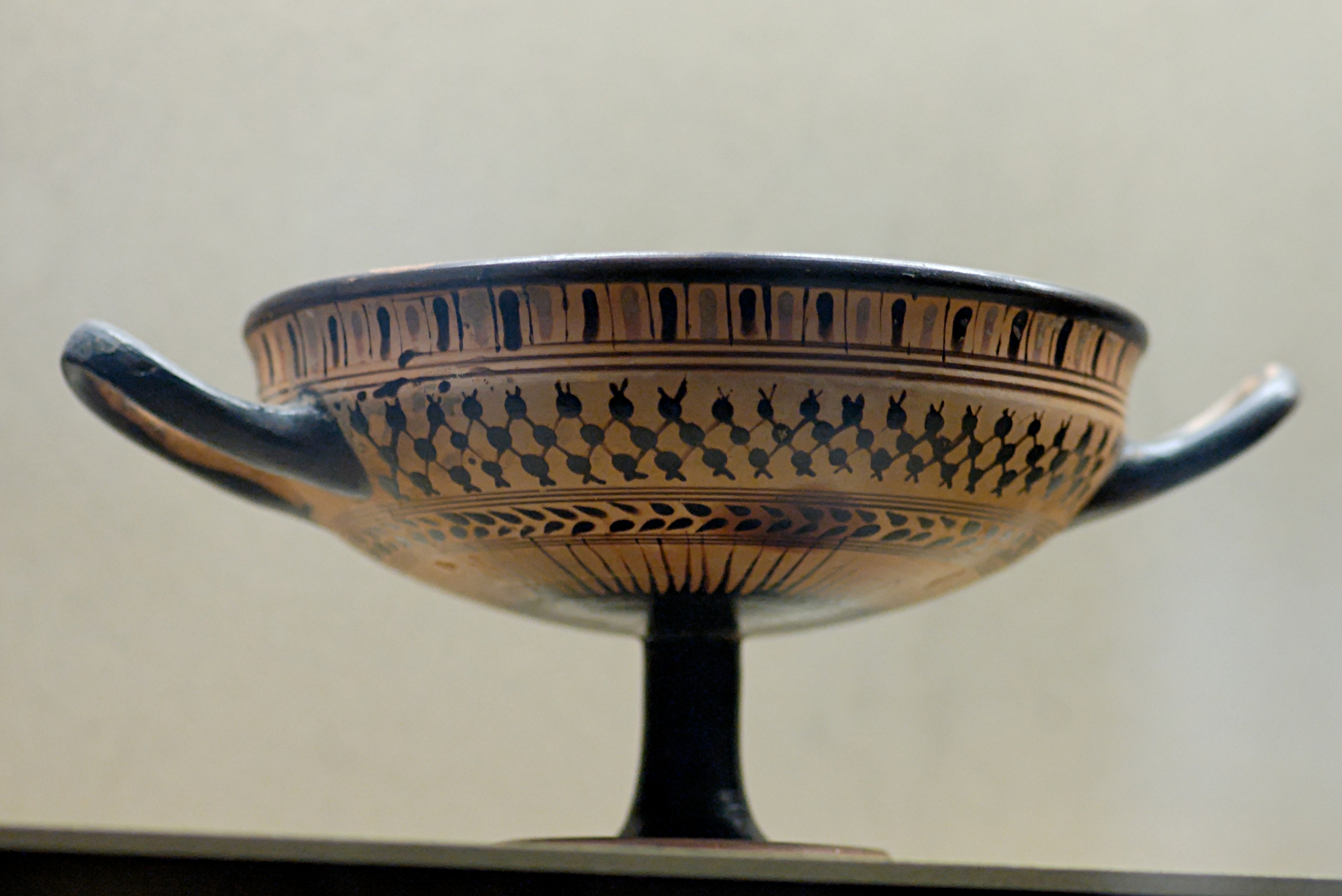
Una kylix del tipo Kassel cup

### Band Cups
Le band cups, quasi completamente verniciate di nero, si caratterizzano per presenza di una banda orizzontale risparmiata fra le due anse, come negli esempi di Gordion, ma anche, a differenza di tutte le precedenti tipologie, per l'assenza del labbro rialzato il cui profilo è ora privo di qualsiasi discontinuità con il corpo, come nelle prime due tipologie immediatamente successive (coppe A e B). Il fregio riporta spesso un'iscrizione o una decorazione e, occasionalmente, raffigurazioni o animali in configurazioni antitetiche. Il tondo centrale è figurato o dipinto a cerchi concentrici.

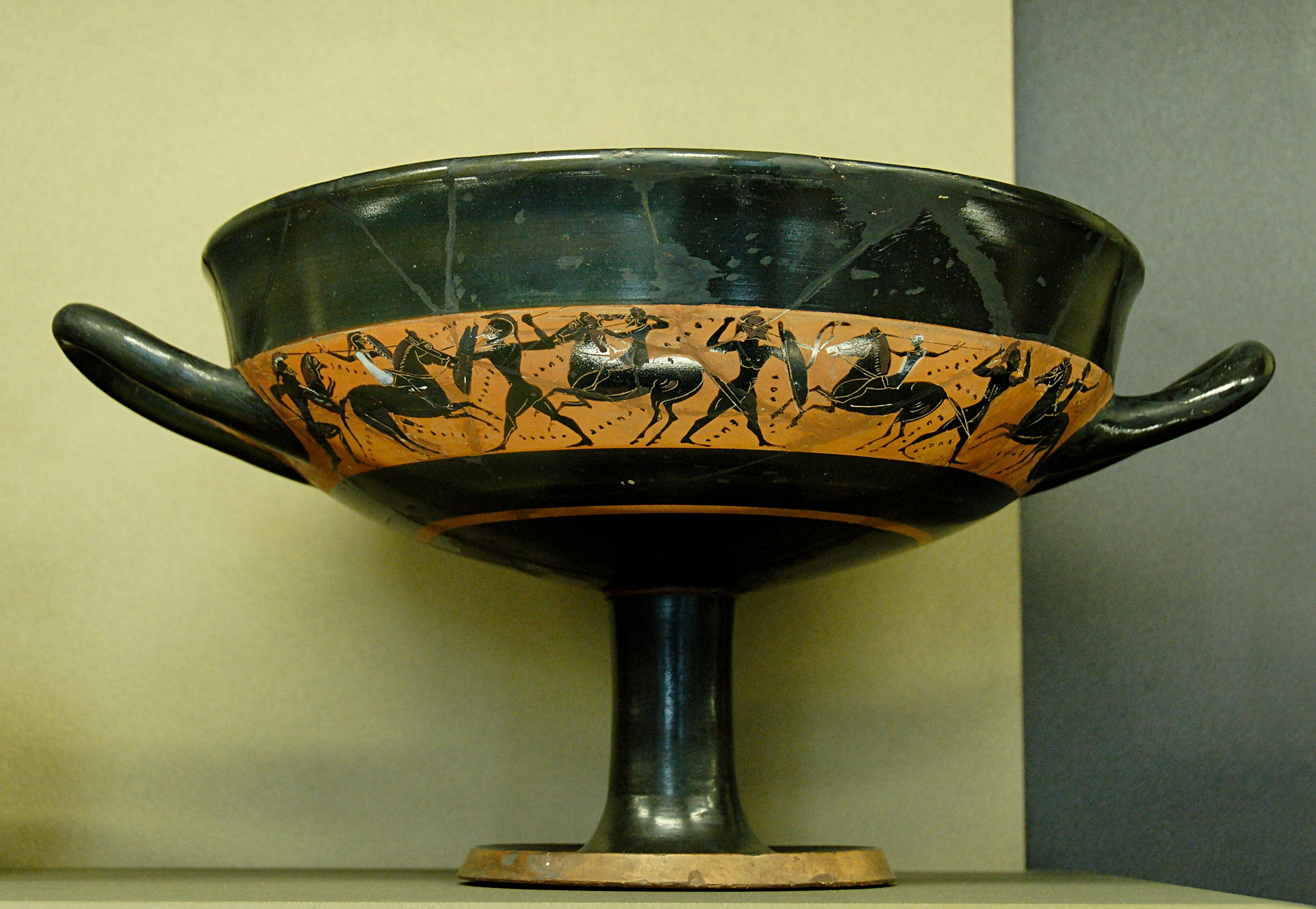
Scena di combattimento di opliti e cavalieri
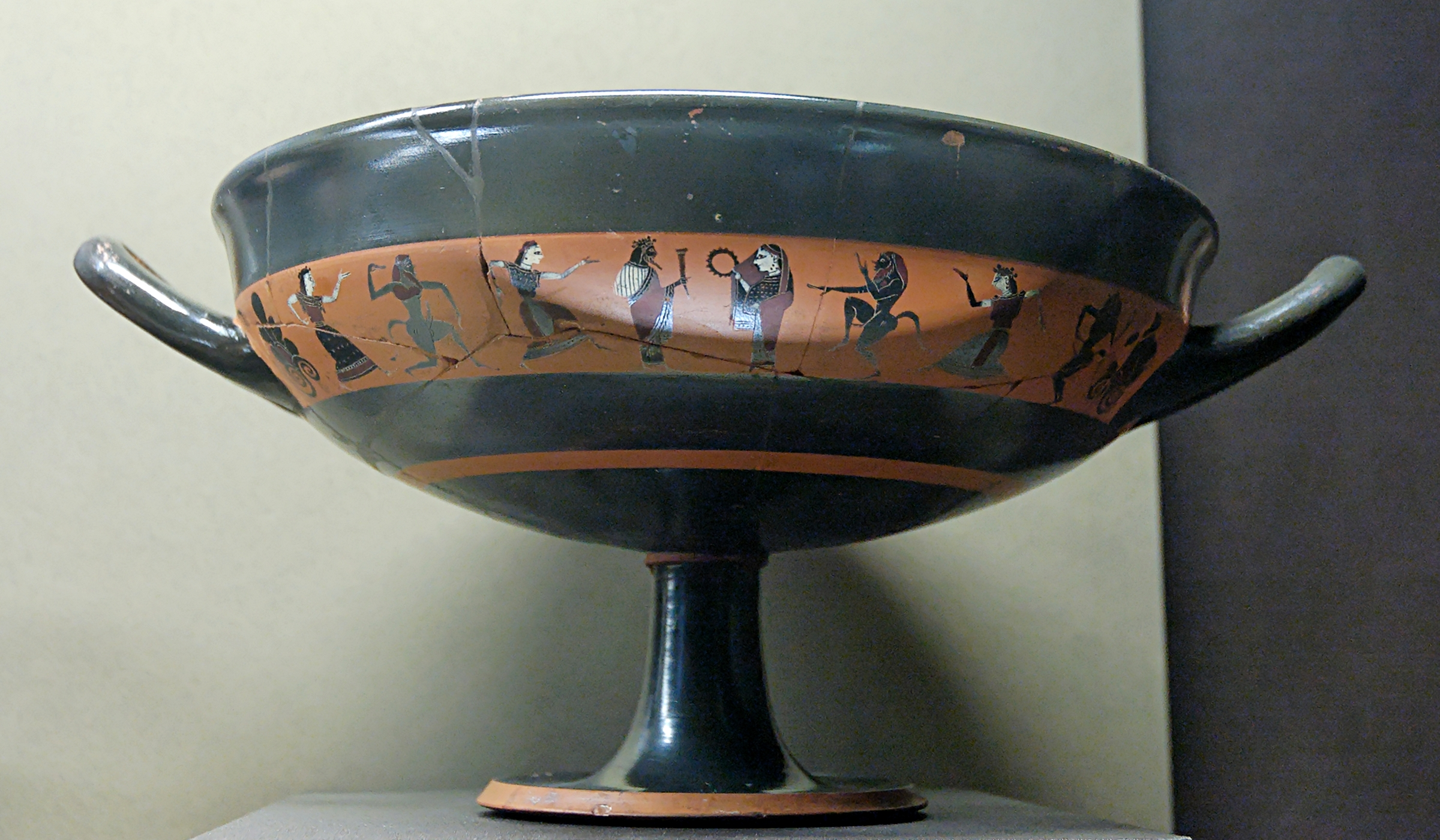
Dioniso contornato dal suo tiaso comastico di menadi e sileni itifallici

### Droop Cups (550 - 510 a.C.)
Le Droop-Cups (o di Antidoros), raramente rinvenute, sono datate intorno alla seconda metà del VI secolo a.C. e devono il nome allo studioso che vi focalizzo l'attenzione. In esse il gusto calligrafico e miniaturistico dei Piccoli Maestri si esprime in decorazioni ancora più sviluppate fondendosi a soluzioni decorative di tipo laconico, quali il tondo interno decorato a motivi concentrici e la divisione in fasce dello stelo.
Ci troveremmo di fronte, secondo gli studiosi, a oggetti che testimoniano un'interpretazione laconica del gusto attico dovuta alla intenzione dei maestri spartani di affermarsi sul mercato ateniese, oppure dell'opera di maestri laconici operanti nella manifattura ateniese. La decorazione di queste coppe sembra spesso provenire da una cerchia specializzata di artisti dediti unicamente a questo tipo, ma non mancano contributi di altri maestri non specialisti di questi vasi, oltre che, anche se raramente, figure di artisti come Exekias, Nikosthenes e il Pittore di Amasis.

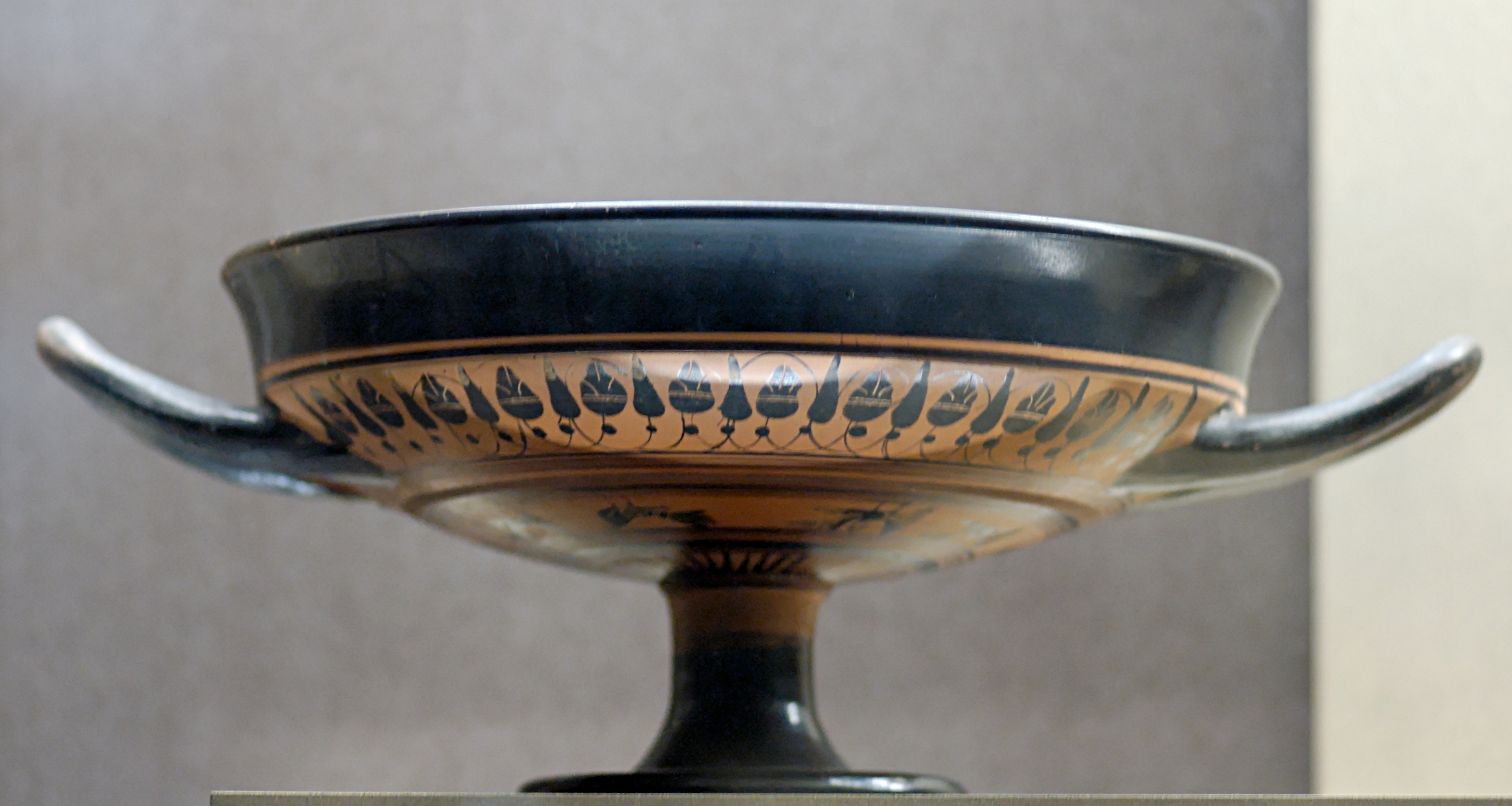
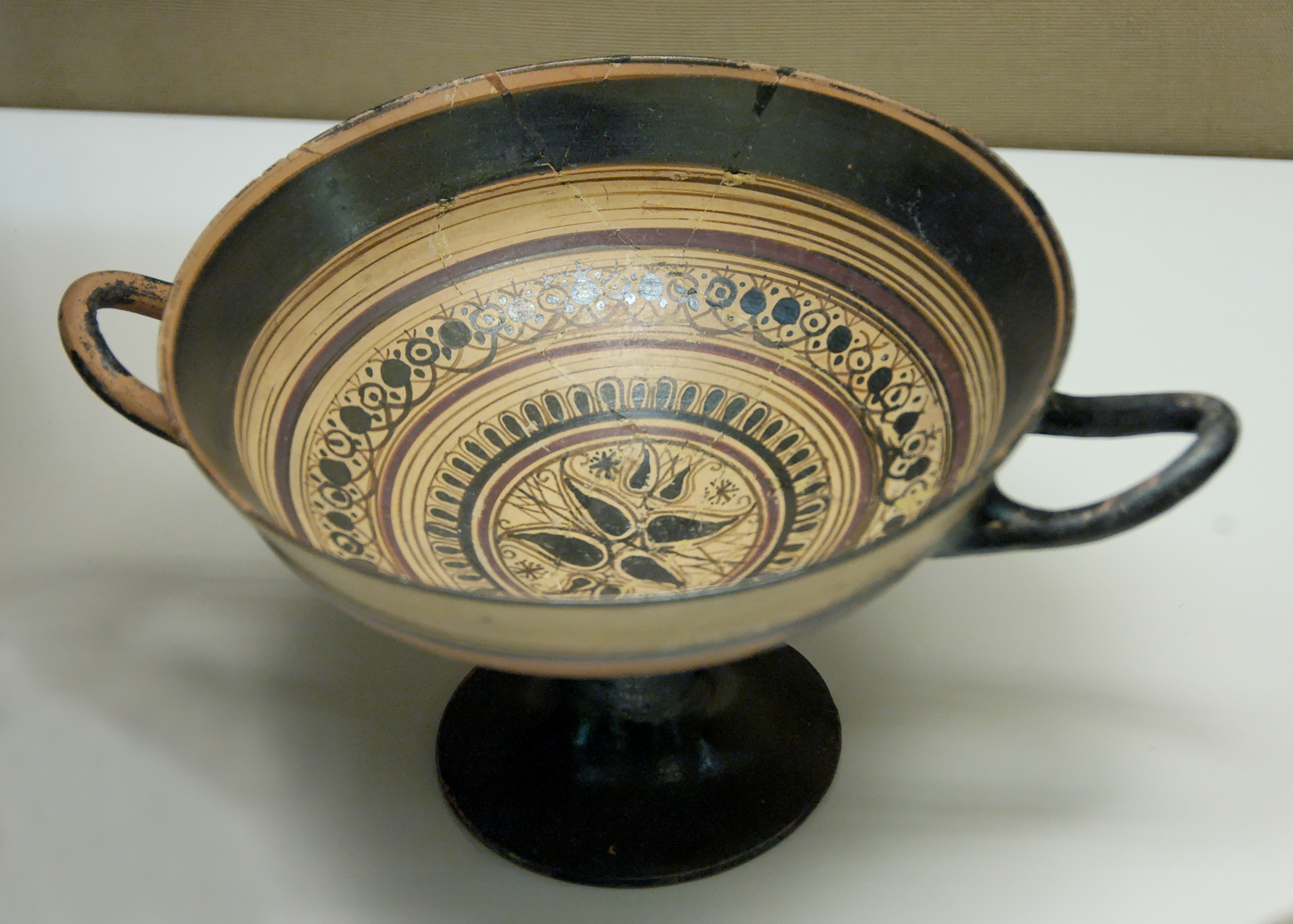
Londra, British Museum: kylix a figure nere di produzione laconica

## Coppa A (525-500 a.C. circa)
Nella classificazione di John Beazley, l'ultimo quarto del VI secolo a.C. vede il differenziarsi di tre forme principali. Nella coppa di tipo A, il corpo è largo e poco profondo, il labbro non è più svasato e il suo profilo prolunga senza alcuna discontinuità il disegno del corpo. Lo stelo è più corto e nettamente separato dall'invaso, con la linea di giunzione evidenziata da un anello prominente.

### Eye-cups
Al tipo A appartiene la maggior parte delle coppe a occhioni, originariamente a figure nere, così chiamate per la frequente presenza della raffigurazione di grandi occhi sul bordo esterno, una simbologia che doveva avere una presumibile funzione apotropaica: quando veniva sollevata per bere infatti simulava una sorta di maschera che "sorvegliava" chi stava davanti.
I più antichi esemplari rinvenuti sembrano indicare in Exekias, vasaio e ceramografo, l'invenzione sia della forma A sia della decorazione a occhioni che servirà da modello anche nella successiva fase a figure rosse. Exekias si produrrà in esiti ancor più originali riuscendo ad adattare perfino al ristretto spazio della fascia tra le anse la grandiosità austera dei suoi epici ed eroici combattimenti, e a trasformare il tondo interno in un'ampia e distesa espressione pittorica, il cui culmine può essere considerato il celeberrimo dipinto della solitaria navigazione di Dioniso in un mare solcato dai delfini, uno dei temi della narrazione dionisiaca.

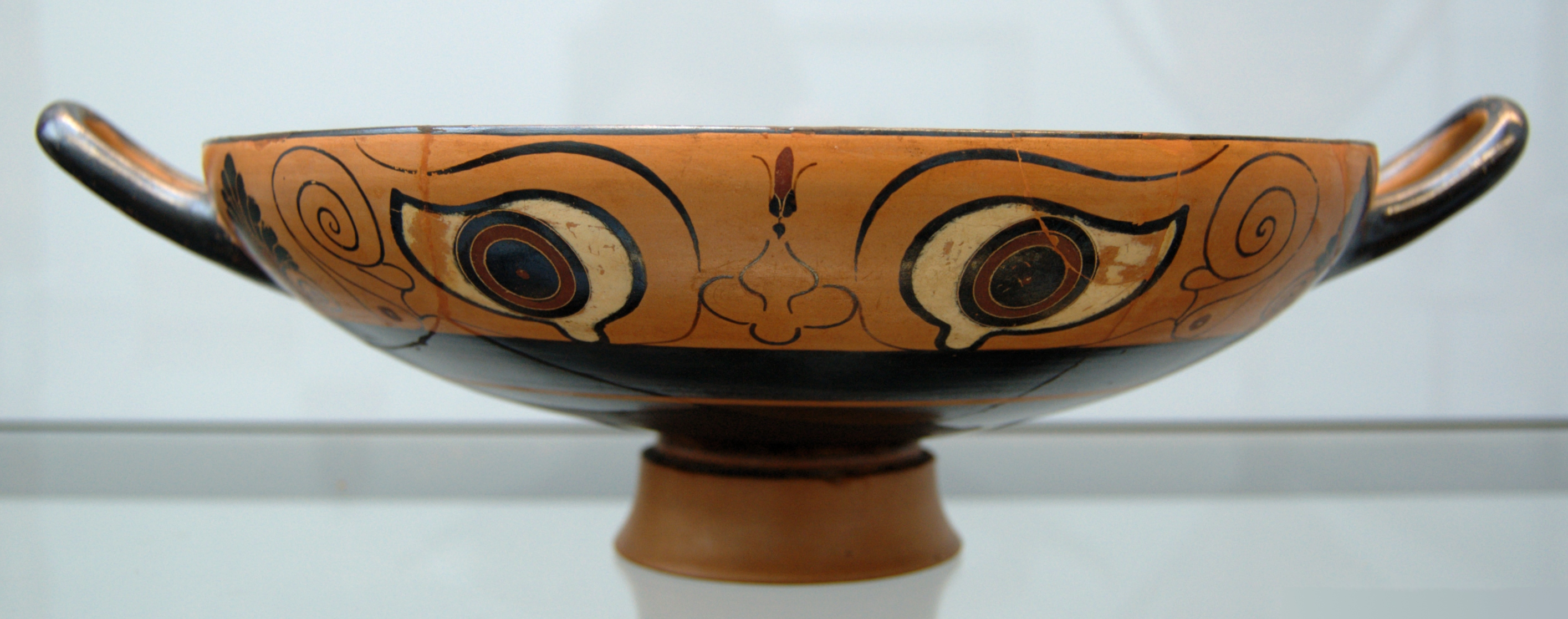
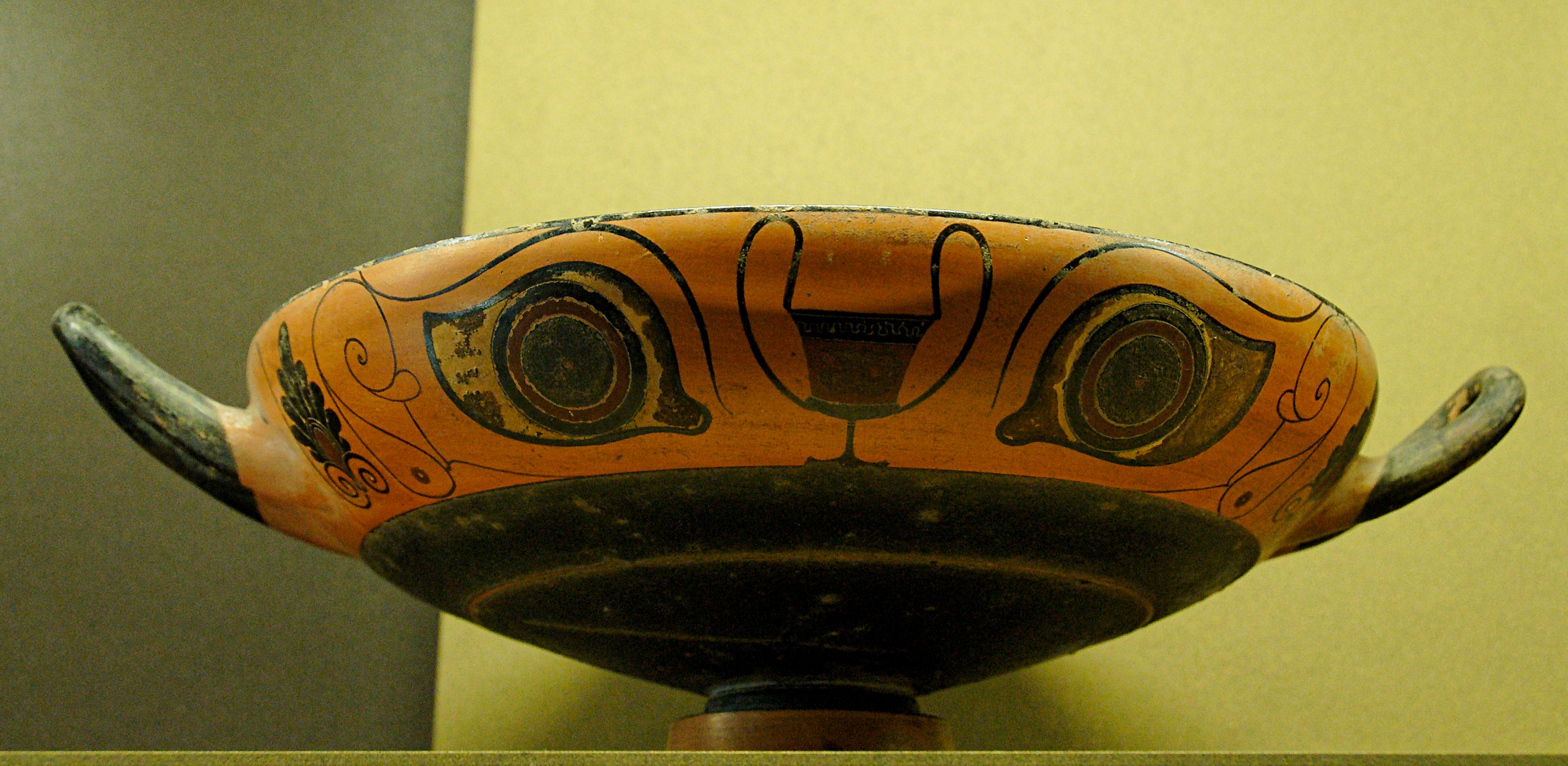
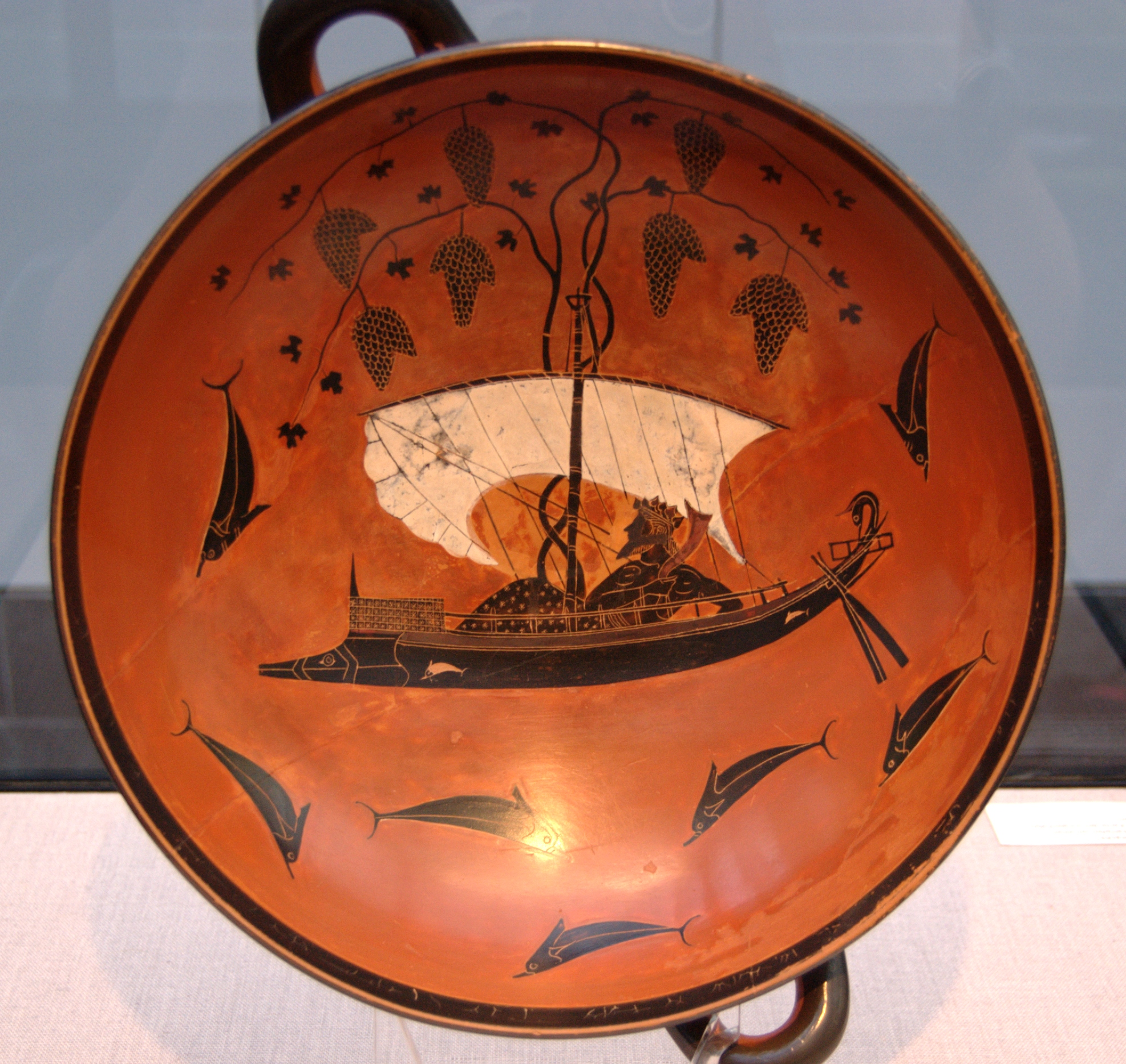
La celebre kylix a occhioni. Il mito di Dioniso e dei pirati Tirreni trasformati in delfini, nelle mani di Exekias.
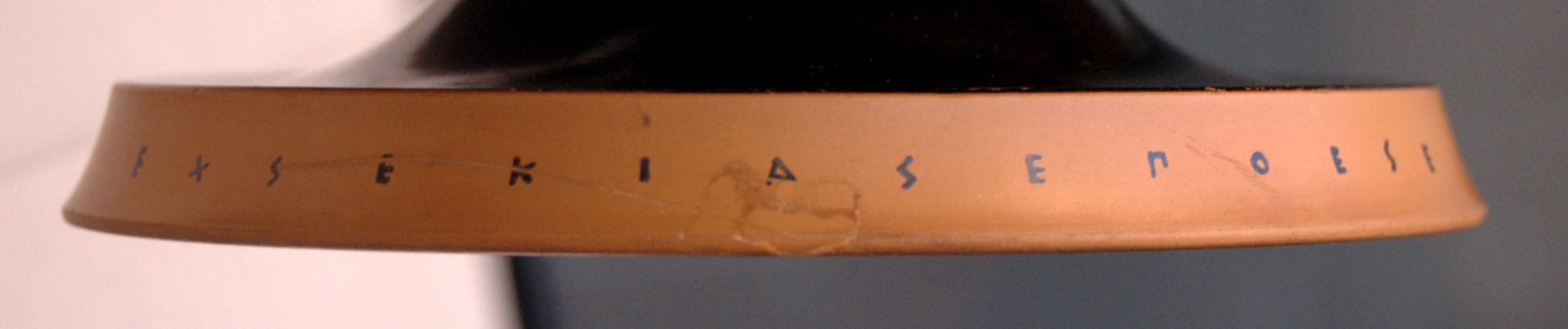
La firma di Exekias
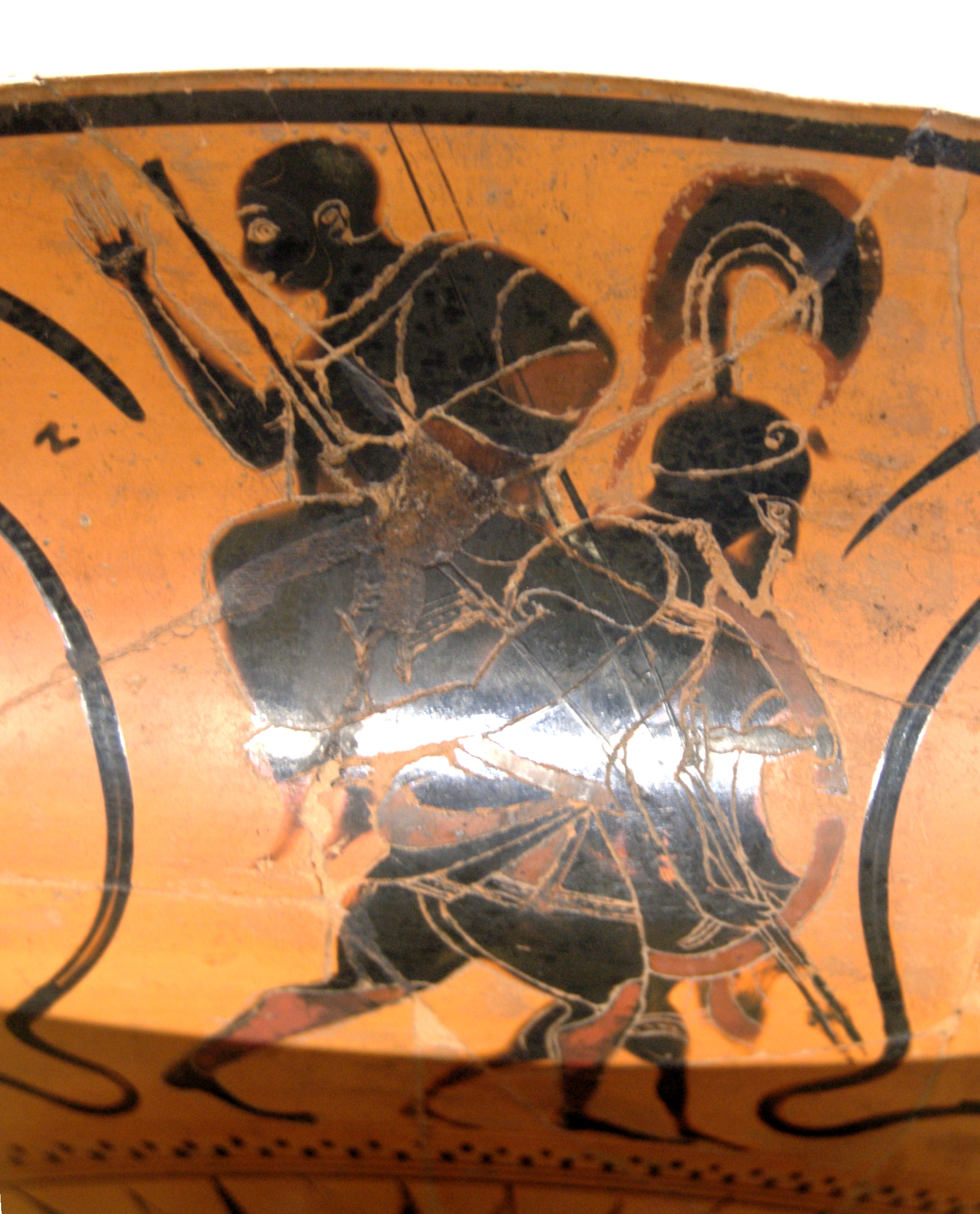
Particolare di una coppa a occhioni firmata da Nicostene: Enea e Anchise
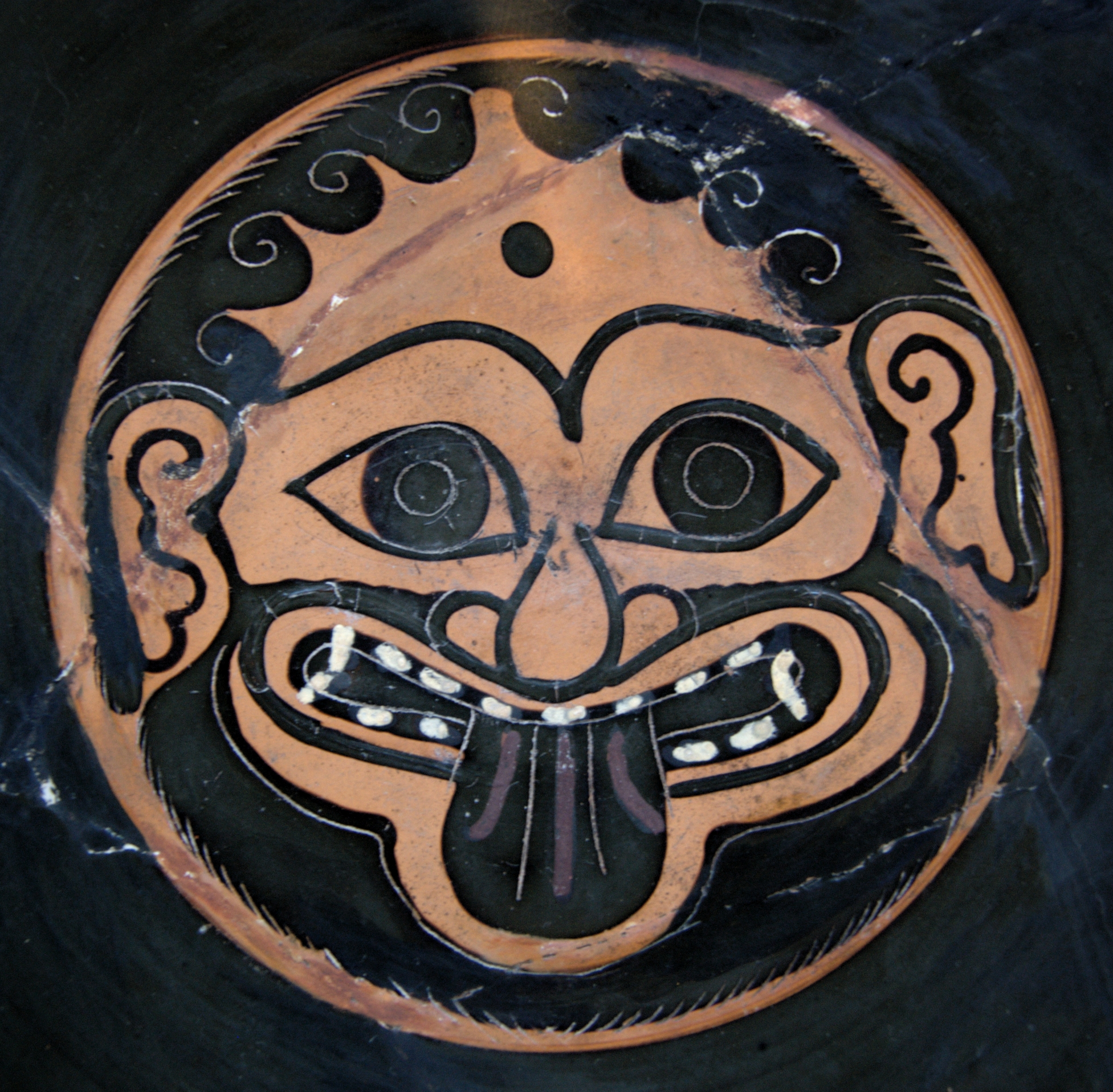
Il gorgoneion centrale della coppa nicostenica
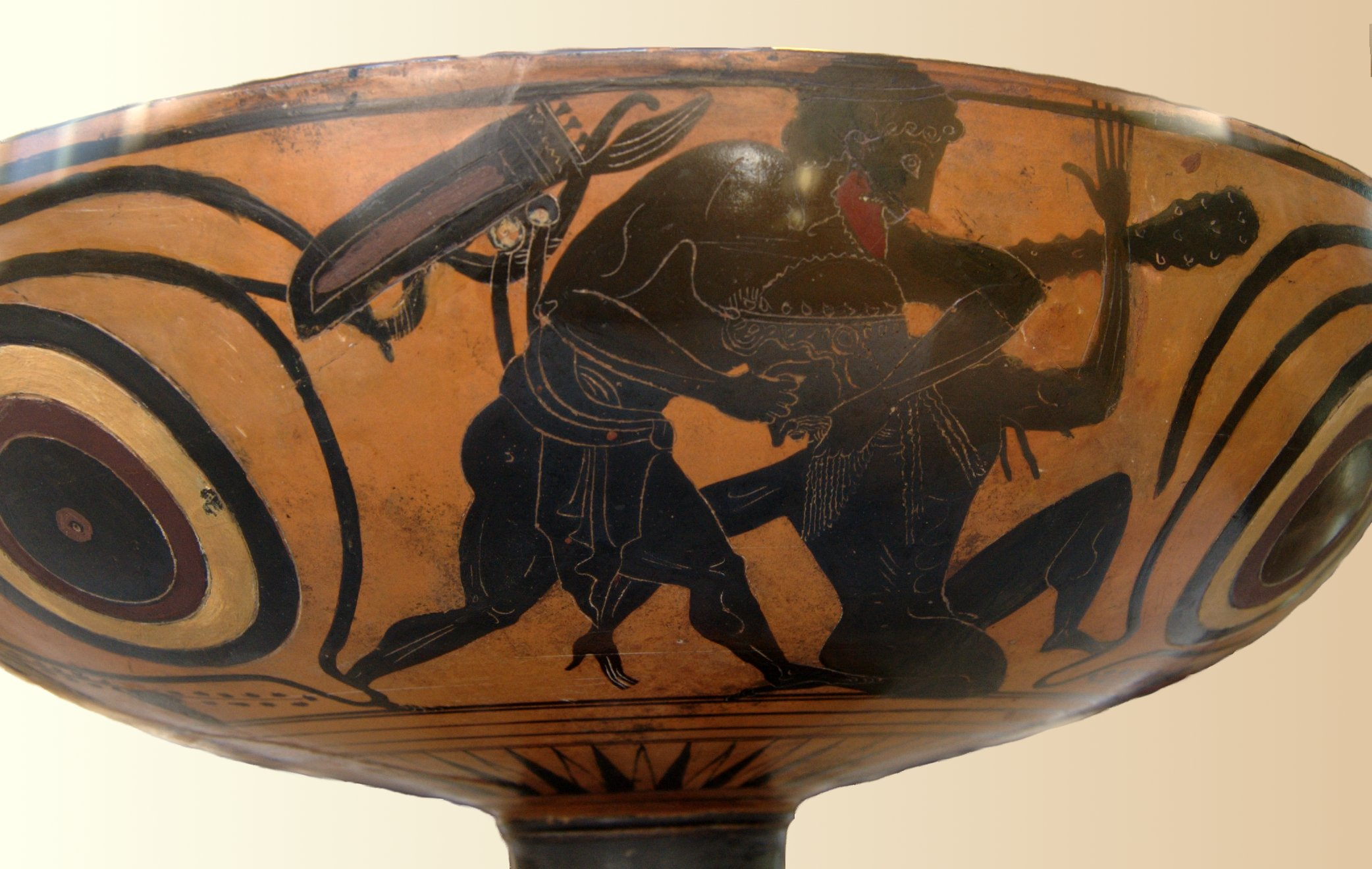
Tra gli occhioni può trovare spazio l'eroico duello tra Eracle e Alcioneo
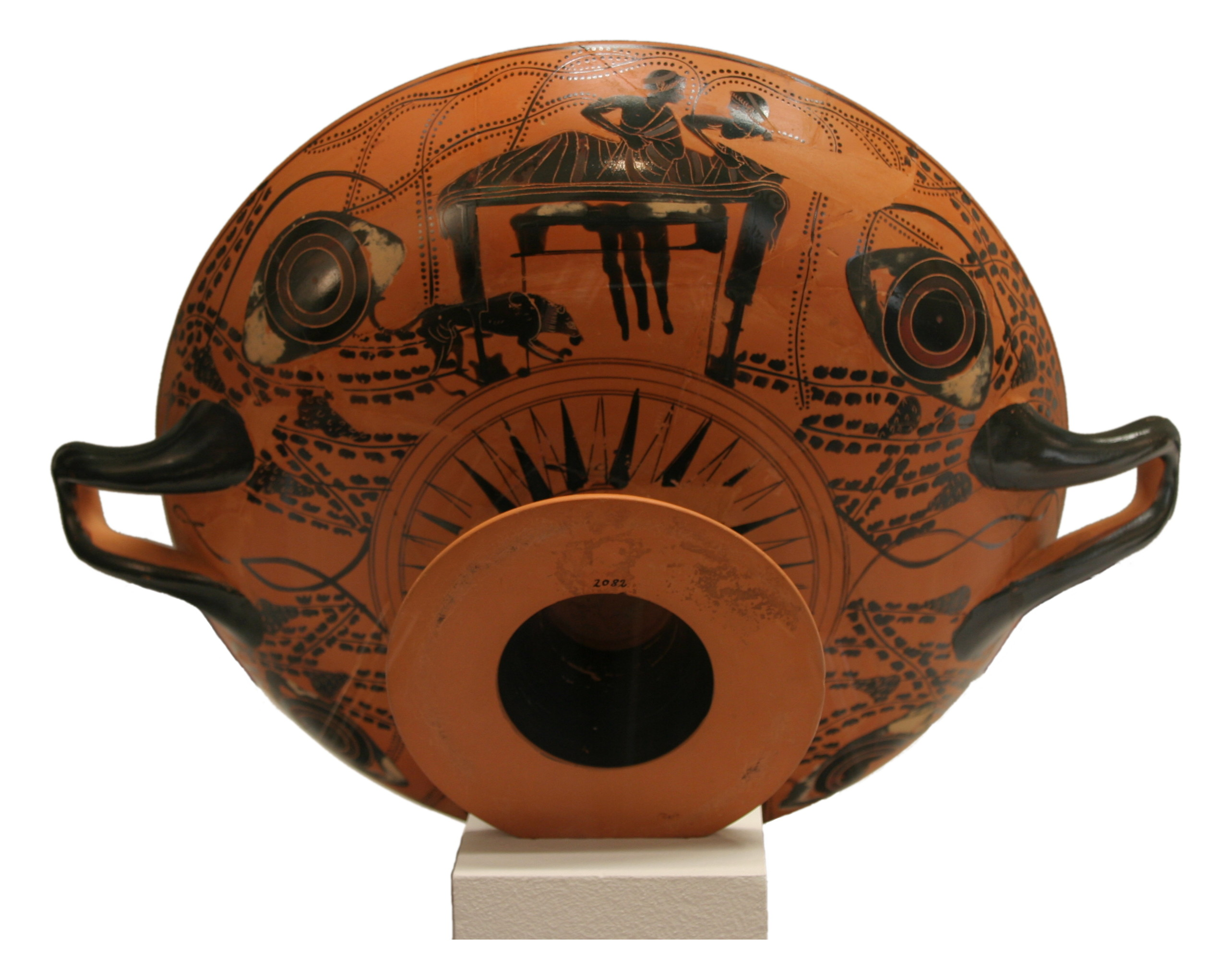
...ma anche una comune e pacifica recumbenza simposiaca

## Coppa B (510-500 a.C. circa)
La coppa di tipo B è la tipica coppa a figure rosse; ha un disegno più delicato del precedente, si presenta con un invaso ancora poco profondo ma con uno stelo più slanciato e sottile. Si caratterizza per il profilo continuo, dal labbro, che come nel tipo A è convesso e privo di discontinuità con l'invaso, fino allo stelo e al piede, dove è interrotto solo da un basso scalino.
La paternità della tipologia, nell'ultimo decennio del secolo, sembrerebbe da attribuirsi al  pittore della bottega di Amasis, con tecnica a figure nere: la firma del vasaio Amasis è infatti presente su molti esemplari. La sua diffusione è comunque legata soprattutto alla tecnica a figure rosse. Questa forma continuerà a essere prodotta fino alla metà del IV secolo a.C.

## Coppa C

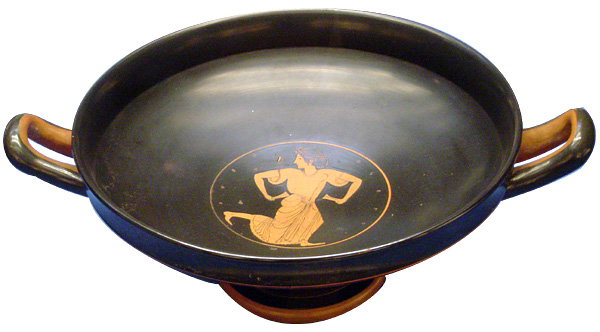
Kylix - Coppa C

Nella coppa di tipo C, più rara delle precedenti, si assiste al ritorno del labbro distinto e svasato rispetto al corpo, anche se il passaggio dall'invaso concavo al labbro convesso è privo di quelle discontinuità presenti nelle coppe precedenti al tipo A. La giunzione tra la parte inferiore dello stelo e il piede è ora marcata da un anello prominente. Il bordo riservato del piede si distingue nettamente dalla superiore superficie piana. Coppe di questo tipo sono attestate ad Atene intorno al 525 a.C., con decorazione esclusivamente a figure rosse, e continueranno a essere popolari fino al secondo quarto del IV secolo a.C.